# Ameletus quadratus
Ameletus quadratus is een haft uit de familie Ameletidae. De wetenschappelijke naam van de soort is voor het eerst geldig gepubliceerd in 1999 door Zloty & Harper.
De soort komt voor in het Nearctisch gebied.